# Баластний Кар'єр
Бала́стний Кар'є́р (рос. Балластный Карьер) — селище у складі Люберецького міського округу Московської області, Росія.

## Населення
Населення — 26 осіб (2010; 37 у 2002).
Національний склад (станом на 2002 рік):
- росіяни — 95 %